# Swans
Swans je americká rocková hudební skupina, založená v období post-punku, originální svou objevnou experimentální tvorbou, jejímž výsledkem byl významný přínos nejen v oblasti noise-rockové hudby, ale i v širokém rámci postindustriální hudební kultury. Její umělecký vliv se projevil nejen ve sféře rocku, kde ovlivnila řadu formací svými, v této sféře novými přístupy k práci se zvukem, ale i v oblasti hudby industriální, kde nejen hudebně, ale i esteticky (částečně též díky typické existenciální poetice textů) přispěla k jejímu postupnému přerodu do fáze postindustriálních konceptů. Swans působili v letech 1982–1997 a po přelomu milénia se vrátili s koncerty i nahrávkami. Zakladatelem a vůdčí osobností skupiny je zpěvák, multiinstrumentalista, textař, básník a spisovatel Michael Gira.

## Historie a tvorba
Jediným konstantním členem skupiny je její leader Michael Gira. Kromě něj lze za relativně stálé členy považovat zpěvačku a klávesistku Jarboe a kytaristu Normana Westberga. První seskupení (1982–1984) tvořil Michael Gira (zpěv, basová kytara, Jonathan Kane (bicí nástroje) a Sun Hanel (kytara), kterého však ještě v prvním roce působení nahradil Bob Pezzola. Album Cop bylo již nahráno v obměněné sestavě, kdy za bicí usedl Roli Mosimann a basovou kytaru od Giry převzal Harry Crosby. V roce 1986 přichází zpěvačka a klávesistka Jarboe, která zůstává až do rozpadu souboru v roce 1997. Na albu Children of God v roce 1987 dochází k dalším změně, kdy baskytaru přebíra Algis Kizys a na bicí nástroje hraje Theodore Parsons. V dalších etapách existence souboru dochází k mnoha dalším personálním přeskupením, které však vzhledem k významu tvorby skupiny nemají tak významný umělecký dopad jako změny v prvních pěti letech existence.

### Počáteční období (1982)
Soubor vznikl v roce 1982 v New Yorku v rámci krátkodobě působící, leč umělecky vlivné post-punkové scény no wave a prakticky ihned po vydání první nahrávky (EP Swans) se stávají zosobněním hudby obnažující, strohé, jdoucí až „na kost“.

### Období kulminace (1983-1985)
V roce 1983 skupina vydává své první album Filth a okamžitě se tím vyčleňuje jako originální projekt, kde dominuje krutý, nemilosrdný noisový zvuk kytar, jakkoli plný, přesto vyvolávající pocit dokonalé prázdnoty spolu s těžkým valivým rytmem a hlubokým, osudově apokalyptickým Girovým vokálem, který dospívá často až k mrtvolnému chrčivému chvění basových poloh, jakoby odsuzoval vše živé k zániku. Většina Girových textů je existencialistických, padajících do nihilismu, pohrdání sama sebou a světem, který jej obklopuje, ústředními tématy jsou peníze, náboženství a sex.

### Vrcholné období (1986-1987)
První období strhujících syrových alb Cop, Greed, Holy Money kulminuje živou prezentací zvukově až nepozemsky dokonalým vyjádřením prázdnoty na živém albu Public Castration Is A Good Idea. Po připojením klávesistky a zpěvačky Jarboe (1986) získává skupina aranžérsky bohatší dimenzi a toto období završuje v roce 1987 albem Children Of God, které lze považovat za druhý a zřejmě i hlavní vrchol její tvorby. Album představuje skvěle konceptuálně zvládnutou jednotku, kde kontrapunkt Girova zemitého projevu a andělsky křišťálové poloze zpěvu Jarboe v záměrně protichůdně hudebně i filosoficky laděných skladbách, stavící proti sobě chladný nihilismus a náboženskou imaginaci představuje sugestivně obraz trvalé existenciální nejistoty člověka a propast mezi chtěným a reálným.

### Závěrečné období (1988-1997)
Od roku 1988 dochází postupně ke změně stylu souboru. Girovi údajně vadila reputace Swans jako nejhlasitější a nejtvrdší skupiny na světě, a rozhodl se, že prokáže, že je schopen tvořit působivou hudbu i bez mocných perkusí a extrémní amplifikace, naopak s opravdovým textem. Zatímco akustičtější a písničkovější album „The Burning World“ (1989) je i Girou označované za selhání, mimo jiné i proto, že bylo nahráno pro velký label, tituly „White Light From The Mouth Of Infinity“ (1991) a „The Great Annihilator“ (1995) se dodnes těší fanouškovské oblibě. Na závěr působení Swans pak Gira vydává unikátní dvoj a půl hodinový experimentální kolos „Soundtracks for the Blind“ (1996), zdaleka hudebně nejobjevnější a kritikou i fanoušky nejopěvovanější výtvor seskupení, jehož status lze bez přehánění označit za kultovní. Toto dvojalbum je jakousi hudební koláží, fiktivním soundtrackem k neexistujícímu filmu, obsahující jak písně pokračující ve vývoji načatém na předchozích albech, tak rozsáhlé, instrumentálně i kompozičně komplexní skladby předznamenávající první vlnu post-rocku (např. The Sound či Helpless Child), to vše pospojované zneklidňujícími nahrávkami zvuků a smyček spadajících na pomezí drone a dark ambientu. Album je oblíbené zejména pro svoji dusivou a bezútěšnou atmosféru. Živý zvuk kapely v jejích posledních letech dokládá dvojalbum „Swans are Dead“ (1998). Po rozpadu skupiny nastupují sólové ambice hlavních protagonostů - Girovo „bokové“ album Drainland, projekty „Body Lovers“, „Angels Of Light“ Michaela Giry a alba Jarboe (Sacrificial Cake, ad.), inklinující k experimentální hudbě a dark-ambientu, oboje však s nekonzistentním uměleckým výsledkem .
Spojením autenticity a nevšední invence se Swans podařilo stát se originálním otiskem v progresivních směrech nejen rockové hudby konce 20. století.

### Návrat (2010–současnost)
Po rozpadu Swans založil Michael Gira kapelu Angels of Light, jejíž zvuk byl oproti Swans výrazně folkovější a intimnější. V roce 2010 Gira vzkřísil Swans s veskrze novou sestavou - nový zvuk skupiny staví jak na Girových zkušenostech z folkových Angels of Light, tak na tvorbě Swans před jejich rozpadem. V jistém ohledu jde o návrat ke klasickému velmi hlasitému a repetitivnímu projevu Swans z osmdesátých let, tentokrát však Gira experimentuje s kompozicí skladeb, které nezřídka přesahují časomíru třiceti minut, a téměř orchestrální instrumentací, zahrnující mimo jiné dulcimery, lap steel kytaru nebo dechové a smyčcové nástroje. Projev kapely také není ve srovnání s alby Filth či Cop tak krutý a děsivý - ač si Swans ponechávají svou drsnost a temnost, cílem jejich současné tvorby je slovy frontmana „osvobození a blaho“, slovy hudebního kritika Koryho Growa z Rolling Stone „Swans už nedrtí, ale také hypnotizují“. Skupina ještě v roce 2010 vydává album My Father Will Guide Me Up A Rope To The Sky, v roce 2012 pak kritiky oceňované dvoj album The Seer, roku 2014 následované dalším, kriticky i prodejně ještě úspěšnějším dvojalbem To Be Kind, které se dokonce umístilo na 37. místě hitparády Billboard 200. V červnu roku 2016 pak vyšlo poslední album The Glowing Man následované prodlouženou závěrečnou tour 2016–2017.

## Zajímavé souvislosti z českého pohledu
- Pro naše prostředí je zajímavým faktem, že album Feel Good Now (kompilace živých nahrávek, obsahující též skladby z „Children Of God“ bylo sestaveno z nahrávek pořízených během evropského turné v roce 1986, kdy skupina navštívila i Československo. Zde proběhly dva komunistickému režimu utajené koncerty v Praze a Brně.
- Nepotvrzenou se ukázala domněnka, že Michael Gira má české kořeny. Spekulovalo se (snad i na základě jednoho Girova výroku), že jméno Gira je předobrozeneckou formou jména Jíra, kdy se v českém pravopisu četlo "g" jako "j".

## Diskografie

### Studiové nahrávky
- Swans (EP), 1982
- Filth (1983)
- Cop (1984)
- Young God, EP (1984)
- Time is Money (Bastard), EP (1986)
- Greed (1986)
- A Screw, EP (1986)
- Holy Money (1986)
- New Mind, EP (1987)
- Children of God (1987)
- Love Will Tear Us Apart - "red" a "black", EP (1988), jedná se o dvě coververze skladby Joy Division, jednu zpívanou Jarboe („černá“), druhou Girou („červená“)
- Can't Find My Way Home, EP (1989)
- Saved, EP (1989)
- The Burning World (1989)
- White Light From The Mouth Of Infinity (1991)
- Love of Life (1992)
- Celebrity Lifestyle, EP (1994)
- The Great Annihilator (1995)
- Die Tür Ist Zu, EP (1996)
- Failure/Animus, EP (1996)
- Soundtracks for the Blind (1996)
- My Father Will Guide Me Up A Rope To The Sky (2010)
- The Seer (2012)
- To Be Kind (2014)
- The Glowing Man (2016)
- Leaving Meaning (2019)
- The Beggar (2023)
- Birthing (2025)

### Živé nahrávky a kompilace
- Public Castration Is A Good Idea, live (1986)
- Feel Good Now, live (1989)
- Anonymous Bodies in an Empty Room, live (1990)
- Body To Body, Job To Job, live/kompilace (1982-85/1991)
- Real Love, live (1986/1992)
- Omniscience, live (1992)
- Kill the Child, live (1985-87/1996)
- I Am the Sun/My Buried Child, live (1997)
- Children of God/World of Skin, kompilace (1997)
- Swans Are Dead, live (1998)
- Cop/Young God/Greed/Holy Money, kompilace (1999)
- Various Failures, kompilace (1999)
- Forever Burned, kompilace (2003)
- We rose from your bed with the sun in our head (2012)
- Not here/Not now (2013)